# ディス・ランド・イズ・マイン
「ディス・ランド・イズ・マイン(原題:This land is mine)」は2021年シンガポール共和国のメディアコープ制作のテレビドラマ。Channel5にて全15話放送、及びウェブサイトme Watchにてオンデマンド配信。PG13指定。
監督 Lee Thean-jeen
原作「The Devil's Circle」作者 Walter Woon  2011年発行
ディレクター CastPierre PngRebecca LimShabirSora MaSugie PhuaNoorlinah MohamedJoe JasmiElly GaskellShrey BhargavaEmil MarwaShona BensonCharlie GohSyah Riszuan
プロデューサー Lim Bee Lin

## ストーリー
舞台は第二次世界大戦後1945年のシンガポール。４年間の日本占領から解放され英国領に戻り、時代の混乱の中で翻弄されるシンガポールの人々の物語。 主人公は弁護士事務所で働くジューンと、その従兄弟で留学帰りの弁護士デニス。二人は携わる案件を通じて自分自身を見出していく。何件かの事件を解決するミステリードラマの要素もある。 また、様々なルーツを持つシンガポールに住む人たちが、戦争のがれきの中から、国家としてのアイデンティティと、シンガポール人としての誇りとを自覚していく様を描く。
セリフのベース言語は英語。キャラクターと会話相手によって各国語を話す。
字幕は英語、マレー語、タミル語、中国語。

## エピソード
Ep 1 The War Is Over
Ep 2 O Danny Boy
Ep 3 Return To Hell
Ep 4 I Am A Soldier
Ep 5 No Joy In Joy World
Ep 6 Showdown At Kampong Harapan
Ep 7 Death Is Coming
Ep 8 Flight For Freedom
Ep 9 Trial And Tribulation
Ep 10 End Of The Road
Ep 11 Sins Of The Past
Ep 12 Shoot Him!
Ep 13 A Death Or Three
Ep 14 Haunted By The Past
Ep 15 The Devil's Circle (Finale)
放送開始： 2021年8月9日ナショナルデー(singapore)
「ナショナルデーは1965年シンガポールがマレーシアから独立したことを祝うが、シンガポールの自立への道はもっと早い時期、（つまり当ドラマの舞台である）日本降伏直後から始まっていた」とデニスを演じるピエールはインタビューで答えている。(Yahoo!life Teng Yong Ping , 5 Aug 2021の記事より）

## 本作に関係する番組
特別番組「This land is mine : Special」の中のクイズで「TRUE OR FALSE? Singapore shares her National Day with the date of the Japanese Surrender: 9th August 本当か嘘か？シンガポールのナショナルデー8月９日は日本の降伏と同日でもある？」との問いにNakamura役のSugie Phuaは「true 本当」、ハビブラカーン役のは「skip パス」と答えている。正解はFalse 嘘（日本の降伏は1945年8月10-15日、ナショナルデーは1965年8月9日シンガポールのマレーシア連邦脱退）。Emma Rider役のShona Bensonらは正解している。

## 登場人物・キャスト
デニス　チェンDennis Chiang　演Pierre Png。プラナカン（15世紀頃移住した中華系混血の末裔）系シンガポール人男性。留学帰りの新人弁護士。正義感が強い。
ジューン　チェンJune Chiang　演Rebecca Lim。プラナカン系シンガポール人女性。法律事務所で働く。デニスの従妹。意思が強いが、困っている人を見過ごせない優しさを持つ。戦時中に心の傷を負っている。
ハビブラ　カーンHabibullah Khan　演Shabir。英雄視されている少佐。戦中仲間を助ける際に左腕を失っている。インド系。
ヘレンHelen Sim　演Sora Ma。表向きはナイトクラブJoy Worldで働く女性。華人系。チャイナドレスを着ている。格闘が強い。
ナカムラ ナカマサNakamura Nakamasa 　演Sugie Phua。元日本兵憲兵隊准尉。戦犯として収監されている。デニスが弁護を担当することになる。秘密がある。
マックMak 　演Noorlinah Mohamed。マックはマレー語のお母さん。デニス、ジューンのおばで、二人からマックと呼ばれている。プラナカン系。とても優しくジューン、デニスを大切に思っている。旧時代的考えを持つ一面もある。
アフメッドAhmad 　演Joe Jasmi。　マレー系男性。以前はマリアムの両親の家で下働き、D’Almeida法律事務所のクラランスのドライバーをしていた。
マリアムMariam 　演Elly Gaskell。15歳の少女。5歳の頃からイギリス人の両親とともにシンガポールに住んでいたが戦争の混乱で行き場を失くし、日本統治下ではアフメッドに匿われて村で暮らしていた。
ジョージGeorge Singam 　演Shrey Bhargava。デニス、ジューンと同じ法律事務所で働く同僚。インド系男性。
サイモン　ダ　シルヴァSimon Da Silva 　演Emil Marwa。イギリス人男性。デニス、ジューンが働く法律事務所 D’Almeida and D’Almeidaを取り仕切る。
ジョーンズ少佐Major Jones 　演Andrew J. Mowatt。　イギリス軍の少佐。BMA(British Military Administration)所属。
スムAh Sum 　演Gemia Foo。　チェン家のメイド
ジョーJoe　演Charlie Goh。日本人と華人のハーフ。日本軍の通訳をしていた。左足が子供の頃の事故で不自由。メガネ。ナイトクラブJoy Worlのボスで、グヮン　ミンとは協力関係。
Ling　演Kimberly Kiew　ナイトクラブJoy Worldで働くウェイトレス。
カリム　Karim　演Syah Riszuan。アフメッドの息子。マリアムと共に暮らしている。
エマ　ライダーEmma Rider　演Shona Benson。 マリアムの叔母。イギリス人女性。
ベネット軍曹　Sgt. Benet演Lance Eminger　イギリス軍。戦犯収容所の看守。
レスリー大尉Capt. Leslie 　演Ainsworth　イギリス人。大尉Captain
ホルムス中佐Lt. Col. Holmes 　演Matt Grey　イギリス人。中佐Lieutenant-Colonel。ハビブラカーン少佐の上司。
グヮン　ミンGuan Meng 　　演Timothy Nga.。華人系男性。街の実力者でナイトクラブ経営、映画、プラナカン食器なども取り扱う。戦時中は日本軍に協力していた。
ニザール軍曹　Sgt. Nisar 　演Harikrishnan Pragalathan。インド系兵士。ハビブラカーンが配属されたイギリス軍キャンプの同僚。ハビブラが彼の命の恩人。
Jasmine 　演Ling Kai Ng　ナイトクラブJoy Worldのシンガー。
Lai Keng Ann 　演Alan Tan　
イギリス人ニュースキャスターBritish Newscaster 　演Peter Hodgson
シュウAh Siew  演Abby Ka Hei Lai。華人系女性。Big brotherに命令され、自分はGim Huatの母親であると主張する。
ナイドゥ少佐　Major Naidu 　演Karthik Jayaram。ハビブラカーンが配属されたイギリス軍キャンプの同僚。
Gim Huat  演Nicholas Lim。元依頼人(Lao Leong Ann)の息子。
Ah Kwan 　演Ling Ying Loh。華人系女性。自分はGim Huatの母親であると主張する。Makに見破られる。
オウガストAugust Lum 　演Ky Tan。マックがジューンにお見合いさせようとする相手の青年。
チャンドゥ伍長 Cpl. Chandu 　演Rishi Vadrevu
Ah Fong 　演Rui Shan Tan　少年Gim Huatの侍女。秘密がある。
First Brother 　演Weiming Duan
Second Brother 　演Ernest Seah
Auntie Sng 　演Peggy Tan　路面店で野菜を売るアンティ(おばさん)。
日本兵Japanese Officer　演Kazuya Yoshikawa　ジューンを連行する日本兵。セリフは日本語の「跪け(ひざまづけ）」と思われる。
Horse 　演Ricky Xie
Lt. Ward 　演Jack Hyde
Lai Leng 　演Caryn Cheng
Neoh 　演Keith Lee
Ah Chye  演Leonidas Gan
ワトキンス中佐Lt. Col. Watkins 　演Dennis Heath
Bhajan 　演Dass D.D.
少年Ah Boy　演Ronald Goh　ジューンが助ける貧しい少年
エマの運転手Emma's Driver 　演Hon Meng Chan
亡くなったマラヤ抗日軍の被害者の妻Dead MPAJA Victim's Wife  演Joelle Lye
Ah Teng 　演Benjamin Josiah Tan 日本軍に妻と生まれたばかりの息子を殺され恨みを抱く男性。
Chong 　演Nicholas Ian Voon
Roslan 　演Hazim Saini.
Uncle Yim 　演Thiam Hock Yeoチェン夫人(Mak)が信頼する占い師
Clarence D'Almeida 　演Remesh Panicker　法律事務所のオーナー
Guang  演Guang Yang
Tan Biow Tin  演Christopher Yong。シンガポール人。日本兵の戦犯裁判の証言者
Execution Commanding Officer 　演Robin Trott

## ロケ地
法律事務所 D’Almeida and D’Almeidaとして、旧日本人学校、現Stamford Arts Center（在ブギスのWaterloo St.）が使用されている。

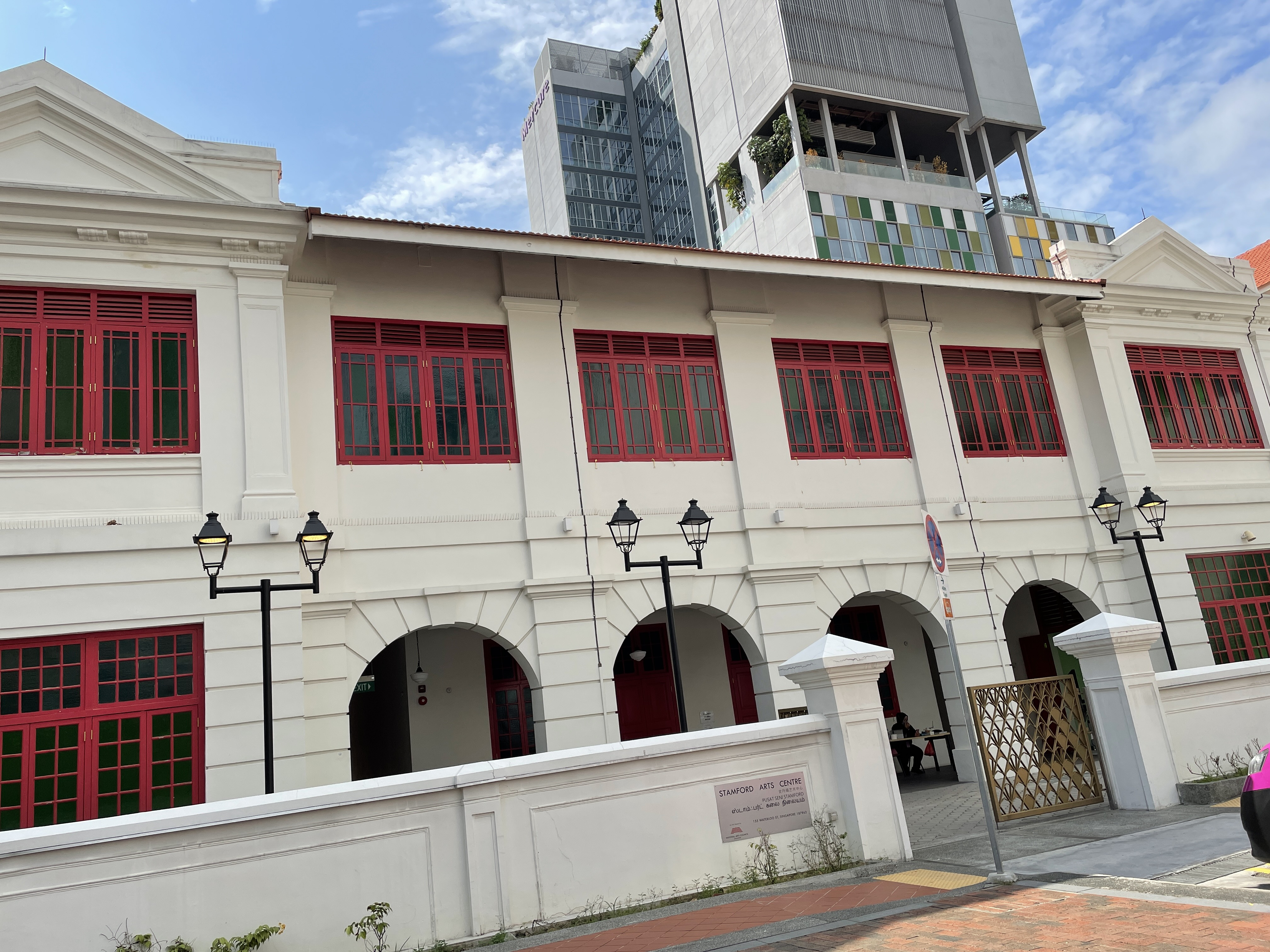
現スタンフォードアーツセンター